# Nebria laticollis
Nebria (Nebriola) laticollis – gatunek chrząszcza z rodziny biegaczowatych, rodzaju lesz (Lesz) i podrodzaju Nebriola.

## Charakterystyka
Wszystkie chrząszcze z rodzaju Nebria charakteryzują się skróconymi tarczkowymi rzędami pokryw (scutellar stria). Gatunek N. laticollis spośród innych przedstawicieli podrodzaju Nebriola wyróżnia się krótkimi, szerokoowalnymi pokrywami, przedtarczką (pronotum) wyraźnie zwężającą się ku tyłowi oraz sternitami 4-6 o jednej szczecince (seta), zlokalizowanej okołośrodkowo.

## Występowanie
Jak większość innych gatunków z tego rodzaju żyje w wilgotnych środowiskach górskich. Gatunek ten występuje w Alpach, na terenie Francji, Włoch i Szwajcarii.

## Podgatunki
Wyróżnia się kilka podgatunków tego chrząszcza:
- Nebria (Nebriola) laticollis allobrogica Jeannel, 1976 – francuski endemit[3].
- Nebria (Nebriola) laticollis fagniezi Jeannel, 1937 – francuski endemit[3].
- Nebria (Nebriola) laticollis laticollis Dejean, 1826[4][3]
- Nebria (Nebriola) laticollis pennina Jeannel, 1937 – endemit Alp Pennińskich[4], wykazany z Włoch i Szwajcarii[3].
- Nebria (Nebriola) laticollis maritima Jeannel, 1976 – francuski endemit[3], niekiedy podnoszony do rangi gatunku Nebria (Nebriola) maritima[5].